# 標準原価計算
標準原価計算（ひょうじゅんげんかけいさん）は原価計算の手法の一つで、原価計算基準では、「製品の標準原価を計算し、これを財務会計の主要帳簿に組み入れ、製品原価の計算と財務会計とが、標準原価をもって有機的に結合する原価計算制度である」と説明される。
標準原価とは、「財貨の消費量を科学的、統計的調査に基づいて能率の尺度となるように予定し、かつ、予定価格又は正常価格をもって計算した原価」（原価計算基準）である。
標準原価は達成すべき原価の目標値としての意味を持っており、標準原価を財務会計の主要帳簿に組み入れる場合には、必要な段階で実際原価を計算し両者の差異を分析することになる。

## 機能
標準原価計算により原価計算を実践する事で、経営管理の能率化を図る事が期待できる。
ITの発達により実績原価の計算と標準原価に基づく原価計算は実務的に可能となり、両者による原価計算を実践しその差異を把握・分析することで、製造工程上の課題を定量的かつ工程箇所別に識別することが可能となる。
これは、原価責任の明確化に貢献し、製造資源の投入における意思決定にも効果的に作用する（例えば、原料調達先の変更を検討するなど）。
しかし、これらの機能ないし効能は、標準原価の設定が正確であり、製造責任者と企画設計責任者間でコンセンサスを得られていることが前提となる。